# سكر بنش برودكشنز

شعار سكر بنش السابق

سكر بنش برودكشنز (بالإنجليزية: Sucker Punch Productions)‏ هي شركة أمريكية متخصصة في ألعاب الفيديو ، تأسست عام 1997 ويقع مقرها في بالفيو، واشنطن. تقوم الشركة بتطوير ألعاب الفيديو ، من أشهر ألعابها إنفيموس.

## بعض ألعابها
- روكيت: روبوت أون ويلز
- سلاي 3: أونر أمونغ ثيفز
- إنفيموس 2
- إنفيموس: سكند سن
- شبح تسوشيما
- شبح يوتي

## وصلة خارجية
- الموقع الرسمي